# Empire Award de la meilleure réalisation
Les Empire Awards de la meilleure réalisation (Empire Award for Best Director) sont des prix qui sont décernés chaque année depuis 1996 par le magazine de cinéma britannique Empire.
Les récompenses sont votées par les lecteurs du magazine, concernant les films sortis l'année précédant celle de la cérémonie.

## Palmarès

### Années 1990
- 1996 : Danny Boyle pour Petits meurtres entre amis (Shallow Grave)
- 1997 : Terry Gilliam pour L'Armée des douze singes (12 Monkeys)
- 1998 : Cameron Crowe pour Jerry Maguire
- 1999 : Steven Spielberg pour Il faut sauver le soldat Ryan (Saving Private Ryan)
  - James Cameron pour Titanic
  - Ang Lee pour Ice Storm (The Ice Storm)
  - Steven Soderbergh pour Hors d'atteinte (Out of Sight)
  - Peter Weir pour The Truman Show

### Années 2000
- 2000 : M. Night Shyamalan pour Sixième Sens (The Sixth Sense)
  - David Fincher pour Fight Club
  - Ang Lee pour Chevauchée avec le diable (Ride with the Devil)
  - George Lucas pour Star Wars, épisode I : La Menace Fantôme (Star Wars: Episode I – The Phantom Menace)
  - Lana et Lilly Wachowski pour Matrix (The Matrix)
- 2001 : Bryan Singer pour X-Men
  - Paul Thomas Anderson pour Magnolia
  - Ang Lee pour Tigre et Dragon (臥虎藏龍)
  - Michael Mann pour Révélations (The Insider)
  - Christopher Nolan pour Memento
- 2002 : Baz Luhrmann pour Moulin Rouge (Moulin Rouge!)
  - Cameron Crowe pour Presque célèbre (Almost Famous)
  - Peter Jackson pour Le Seigneur des anneaux : La Communauté de l'anneau (The Lord of the Rings : The Fellowship of the Ring)
  - Steven Soderbergh pour Traffic
  - Steven Spielberg pour A.I. Intelligence artificielle (Artificial Intelligence: A.I.)
- 2003 : Steven Spielberg pour Minority Report
  - Peter Jackson pour Le Seigneur des anneaux : Les Deux Tours (The Lord of the Rings: The Two Towers)
  - Sam Raimi pour Spider-Man
  - M. Night Shyamalan pour Signes (Signs)
  - Steven Soderbergh pour Ocean's Eleven
- 2004 : Quentin Tarantino pour Kill Bill : Volume 1
  - Joel et Ethan Coen pour Intolérable Cruauté (Intolerable Cruelty)
  - Peter Jackson pour Le Seigneur des anneaux : Le Retour du roi (The Lord of the Rings: The Return of the King)
  - Anthony Minghella pour Retour à Cold Mountain (Cold Mountain)
  - Peter Weir pour Master and Commander : De l'autre côté du monde (Master and Commander: The Far Side of the World)
- 2005 : Sam Raimi pour Spider-Man 2
  - Michel Gondry pour Eternal Sunshine of the Spotless Mind
  - Michael Mann pour Collatéral (Collateral)
  - M. Night Shyamalan pour Le Village (The Village)
  - Quentin Tarantino pour Kill Bill : Volume 2
- 2006 : Nick Park et Steve Box pour Wallace et Gromit : Le Mystère du lapin-garou (The Curse of the Were-Rabbit)
  - Ron Howard pour De l'ombre à la lumière(Cinderella Man)
  - Peter Jackson pour King Kong
  - Christopher Nolan pour Batman Begins
  - Steven Spielberg pour La Guerre des mondes (War of the Worlds)
  - Joe Wright pour Orgueil et Préjugés (Pride & Prejudice)
- 2007 : Christopher Nolan pour Le Prestige (The Prestige)
  - George Clooney pour Good Night and Good Luck
  - Martin Scorsese pour Les Infiltrés (The Departed)
  - Bryan Singer pour Superman Returns
  - Guillermo del Toro pour Le Labyrinthe de Pan (El Laberinto del fauno)
- 2008 : David Yates pour Harry Potter et l'Ordre du phénix (Harry Potter and the Order of the Phoenix)
  - David Fincher pour Zodiac
  - Paul Greengrass pour La Vengeance dans la peau (The Bourne Ultimatum)
  - Edgar Wright pour Hot Fuzz
  - Joe Wright pour Reviens-moi (Atonement)
- 2009 : Christopher Nolan pour The Dark Knight : Le Chevalier noir (The Dark Knight)
  - Paul Thomas Anderson pour There Will Be Blood
  - Tim Burton pour Sweeney Todd : Le Diabolique Barbier de Fleet Street (Sweeney Todd: The Demon Barber of Fleet Street)
  - Joel et Ethan Coen pour No Country for Old Men
  - Andrew Stanton pour WALL-E

### Années 2010
- 2010 : James Cameron pour Avatar
  - J. J. Abrams pour Star Trek
  - Kathryn Bigelow pour Démineurs (The Hurt Locker)
  - Neill Blomkamp pour District 9
  - Quentin Tarantino pour Inglourious Basterds
- 2011 : Edgar Wright pour Scott Pilgrim (Scott Pilgrim vs. the World)
  - David Fincher pour The Social Network
  - Christopher Nolan pour Inception
  - Tom Hooper pour Le Discours d'un roi (The King's Speech)
  - Matthew Vaughn pour Kick-Ass
- 2012 : David Yates pour Harry Potter et les Reliques de la Mort, 2e partie (Harry Potter and the Deathly Hallows, Part 2)
  - Tomas Alfredson pour La Taupe (Tinker Tailor Soldier Spy)
  - Nicolas Winding Refn pour Drive
  - Steven Spielberg pour Cheval de Guerre (War Horse)
  - Rupert Wyatt pour La Planète des singes : Les Origines (Rise of the Planet of the Apes)
- 2013 : Sam Mendes pour Skyfall
  - Peter Jackson pour Le Hobbit : Un voyage inattendu (The Hobbit: An Unexpected Journey)
  - Christopher Nolan pour The Dark Knight Rises
  - Quentin Tarantino pour Django Unchained
  - Joss Whedon pour Avengers (The Avengers)
- 2014 : Alfonso Cuarón pour Gravity
  - Paul Greengrass pour Capitaine Phillips (Captain Phillips)
  - Peter Jackson pour Le Hobbit : La Désolation de Smaug (The Hobbit: The Desolation of Smaug)
  - Steve McQueen pour Twelve Years a Slave
  - Edgar Wright pour Le Dernier Pub avant la fin du monde (The World's End)
- 2015 : Christopher Nolan pour Interstellar
  - Peter Jackson pour Le Hobbit : La Bataille des Cinq Armées (The Hobbit: The Battle of the Five Armies)
  - Richard Linklater pour Boyhood
  - Matt Reeves pour La Planète des singes : L'Affrontement (Dawn of the Planet of the Apes)
  - Morten Tyldum pour Imitation Game
- 2016 : J. J. Abrams pour Star Wars, épisode VII : Le Réveil de la Force (Star Wars: The Force Awakens)
  - Ryan Coogler pour Creed : L'Héritage de Rocky Balboa (Creed)
  - Alejandro González Iñárritu pour The Revenant
  - George Miller pour Mad Max: Fury Road
  - Ridley Scott pour Seul sur Mars (The Martian)
- 2017 : Gareth Edwards pour Rogue One: A Star Wars Story
  - Andrea Arnold pour American Honey
  - Ken Loach pour Moi, Daniel Blake (I, Daniel Blake)
  - Denis Villeneuve pour Premier contact (Arrival)
  - Taika Waititi pour À la poursuite de Ricky Baker (Hunt for the Wilderpeople)
- 2018 : Rian Johnson pour Star Wars, épisode VIII : Les Derniers Jedi (Star Wars: The Last Jedi)
  - Patty Jenkins pour Wonder Woman
  - Jordan Peele pour Get Out
  - Taika Waititi pour Thor : Ragnarok
  - Edgar Wright pour Baby Driver

## Meilleure réalisation britannique
Les Empire Awards de la meilleure réalisation britannique ont été décernées de 1997 à 2001, puis en 2005.
- 1997 : Danny Boyle pour Trainspotting
- 1998 : Anthony Minghella pour Le Patient anglais (The English Patient)
- 1999 : Peter Howitt pour Pile et face (Sliding Doors)
- 2000 : Roger Michell pour Coup de foudre à Notting Hill (Notting Hill)
- 2001 : Guy Ritchie pour Snatch : Tu braques ou tu raques (Snatch)
  - Stephen Daldry pour Billy Elliot
  - Peter Lord et Nick Park pour Chicken Run
  - Sam Mendes pour American Beauty
  - Ridley Scott pour Gladiator
- 2005 : Matthew Vaughn pour Layer Cake
  - Paul Greengrass pour La Mort dans la peau (The Bourne Supremacy)
  - Shane Meadows pour Dead Man's Shoes
  - Roger Michell pour Délires d'amour (Enduring Love)
  - Edgar Wright pour Shaun of the Dead

## Récompenses et nominations multiples

### Empire Award de la meilleure réalisation

#### Nominations multiples
7 : Peter Jackson, Christopher Nolan
5 : Steven Spielberg
4 : Quentin Tarantino, Edgar Wright
3 : David Fincher, Ang Lee, M. Night Shyamalan, Steven Soderbergh
2 : J. J. Abrams, Paul Thomas Anderson, James Cameron, Joel et Ethan Coen, Cameron Crowe, Paul Greengrass, Michael Mann, Sam Raimi, Bryan Singer, Taika Waititi, Peter Weir, Joe Wright, David Yates

#### Récompenses multiples
3 : Christopher Nolan
2 : Steven Spielberg, David Yates

### Empire Award de la meilleure réalisation britannique

#### Nominations multiples
2 : Roger Michell